# Boreales Scopuli
Boreales Scopuli és una formació geològica de tipus scopulus a la superfície de Mart, localitzada amb el sistema de coordenades planetocèntriques a 90 latitud N i 360 ° longitud E, que fa 873 km de diàmetre. El nom va ser aprovat per la UAI l'any 2006 i fa referència a una característica d'albedo.